# 竇士範
竇士範，陝西西安府蒲城縣（今陝西省蒲城縣）人，清朝政治人物，同進士出身。
順治六年（1649年）己丑科三甲三一四名進士。授江南徽州府黟縣知縣。